# 埼玉県道229号本川越停車場線
埼玉県道229号本川越停車場線（さいたまけんどう229ごう ほんかわごえていしゃじょうせん）は、西武新宿線の本川越駅前から埼玉県川越市連雀町交差点までを結ぶ一般県道である。
連雀町交差点からさらに北へ直進し仲町交差点までの区間をあわせて、中央通りという通称を持つ。

## 概要
全長数百メートルのごく短い路線であり、県道川越日高線から本川越駅へのアプローチ道路としての役割を持つ。これに加え、北側は県道川越栗橋線に、また南側はJR川越駅西口への市道を経て県道川越所沢線に繋がっており、川越市中心部を南北に貫く大動脈の一翼を担っている。
沿道には飲食店などが並び、川越中央通り商店街を形成している。
- 起点：川越市新富町 西武鉄道新宿線本川越駅前
- 終点：川越市連雀町交差点（埼玉県道15号川越日高線、および同12号川越栗橋線交点）

## 歴史
昭和初期までの川越の中心は一番街であったが、ここから南下して本川越駅（当時の名称は川越駅）へ向かうには一度東へ折れて猪鼻町（現在の大正浪漫夢通り）を経由する必要があった。このため一番街と駅を直結する道路が計画され1933年（昭和8年）10月に中央通りとして開通した。
1979年9月21日、本川越駅から連雀町交差点までの区間が埼玉県道に指定された。
その後、交通量の増大や商店前のアーケード劣化などの問題が顕在化したことから道路の幅員を20メートル以上としと電線を地中化することになり、2017年に供用を開始した。

## 接続道路
- 埼玉県道15号川越日高線（連雀町交差点）
- 埼玉県道12号川越栗橋線（同上）

## 沿道・近隣の主な施設
- 西武本川越ぺぺ
- 八十二銀行川越支店
- 埼玉りそな銀行本川越支店
- 三菱UFJ銀行川越支店
- 武蔵野銀行川越支店